# Aardvark (België)
Aardvark was een muzikaal duo uit Evergem en Assenede (Oost-Vlaanderen), dat vooral country- en folkmuziek maakte. Kenmerkend was dat deze muziek in het Sleidings dialect werd gebracht.
Michel Goessens maakte voor Aardvark deel uit van de band Eskimo. Hij werkte mee aan het album Calcutta van Victoria Deluxe en is leraar fotografie aan het VISO in Mariakerke.
Aardvark heeft in het voorprogramma gestaan van acts als Flip Kowlier, Bruno Deneckere en Roland.

## Groepsleden
- Michel Goessens (zang, gitaar, banjo, ukelele, resonator en slide)
- Werner Dumez (mondharmonica, zang en percussie)
- Micha Vandendriessche (drums) (Aardvark Delux)
- Jorg D'hondt (contrabas, bas) (Aardvark Delux)
- Jan Borré (toetsen) (Aardvark Delux - Aardvark & de Zandmannen)
- Katty Van Kerkhove (baritonsax) (Aardvark Delux)
- Barber Markey (trompet) (Aardvark Delux)
- Tom Meiresonne (trombone) (Aardvark Delux)
- H.T. Roberts (bas, gitaar, bouzouki, mandoline)(Aardvark & de Zandmannen)
- Gijs Hollebosch (dobro, lapsteel, mandoline, gitaar)(Aardvark & de Zandmannen)
- Mario Vermandel (contrabas)(Aardvark & de Zandmannen)
- Niels Delvaux (drums, percussie)(Aardvark & de Zandmannen)
- Kris Bruggeman (accordeon)(Aardvark & de Zandmannen)

## Albums
- La Dance Du Village (2004) (Nederlands & Engelstalig)
- De keizer van 't schuone Vloamse lied (2007) (cd ep)
- Eikels Worden Bomen (2008)
- Eerlijk Echt (2010) (Samen met 'De Zandmannen')